# Pretty Sick
Pretty Sick — американская альт-рок-группа из Нью-Йорка. В настоящее время в ее состав входят вокалистка и басистка Сабрина Фуэнтес, барабанщица Ева Кауфман и гитарист Бенджамин Арауз.
Несмотря на долгое существование группы и сплоченную фан-базу, особенно в районе Нижнего Ист-Сайда, только в последние годы они получили признание от крупных национальных изданий, таких как I-D magazine, Nylon, и Pigeons and Planes. В мае 2020 года Pretty Sick подписали контракт с британским лейблом Dirty Hit, известным такими исполнителями, как The 1975 и beabadoobee. Группа в основном выступала в районе Большого Нью-Йорка, а в последнее время и в Лондоне.
В феврале 2021 года группа выпустила заглавную песню для продолжающегося варьете-сериала Story of my Fucking Life, созданного Манон Макасает. Дебютный альбом группы Makes Me Sick Makes Me Smile был выпущен на Dirty Hit 30 сентября 2022 года. Pretty Sick поддержали релиз 23-дневным туром по США в октябре и ноябре 2022 года.
Сабрина Фуэнтес снималась в таких фильмах, как «Дни Саламандры» (2023) режиссеров К. Дж. Ротвайлера и Ребекки Шерман-Минтти. Она также была номинирована на «Бэтмен 2» (2027), но отказалась от участия из-за различных конфликтов в расписании. Фуэнтес постоянно проживала в пожарной части Чилтерна в Лондоне, чтобы записать новый альбом, пока пожар не сжег часть здания в День святого Валентина 2025 года.

## Характеристики
Стиль
Музыка Pretty Sick в настоящее время уходит корнями в альтернативный рок, гранж, riot grrrl и постпанк, тогда как их ранняя музыка считалась гораздо более инди-роковой. С годами стиль производства стал все более грубым и мрачным.
Музыкальные клипы
Их музыкальные клипы в равной степени примечательны своей трансгрессивной природой, отмеченной кровавыми автокатастрофами, операционными и эротической агрессией.

## Дискография
Смотри статью «Дискография Pretty Sick» в англ. разделе.
- Makes Me Sick Makes Me Smile (2022)